# Конституция Вайоминга
Конституция штата Вайоминг была принята 30 сентября 1889 года и ратифицирована 5 ноября 1889 года. Конституция состоит из 21 главы. Поправки к конституции принимались 70 раз, последний раз — 8 ноября 2022 года.

## История
В 1889—1890 годах, когда велась подготовка к приданию Вайомингу статуса штата США и разработка новой конституции Вайоминга, которая также должна была закреплять женское избирательное право, Конгресс угрожал отказать Вайомингу в наделении статусом штата, если в нём не будет отменено право женщин участвовать в выборах. После того, как легислатура Вайоминга и правительство территории отправили в Вашингтон телеграмму с ультиматумом, что Вайоминг предпочтёт сохранение статуса территории тому, чтобы стать штатом без избирательного права для женщин, Конгресс отказался от своей угрозы, и 10 июля 1890 года президент Бенджамин Гаррисон подписал закон, по которому Вайоминг стал 44-м штатом США.